# Jaroslav Kunz
Jaroslav Kunz (* 28. August 1946 in Prag) ist ein ehemaliger tschechoslowakischer Tischtennisspieler und heutiger deutscher Tischtennistrainer. Er wurde 1976 Vizeeuropameister im Doppel.

## Internationale Erfolge
Für die CSSR bestritt Jaroslav Kunz fast 200 Länderspiele. Zwischen 1963 und 1978 nahm er an sechs Weltmeister- und sechs Europameisterschaften teil. Bei der WM 1971 erreichte er im Einzel das Viertelfinale (wo er gegen Stellan Bengtsson verlor), 1975 wurde er mit der Mannschaft Vierter. Sein größter Erfolg war Silber im Doppel (mit Milan Orlowski) bei der Europameisterschaft 1976. Daneben kam er bei EMs viermal im Doppel und zweimal im Mixed ins Viertelfinale.
Zweimal holte er mit dem Verein Sparta Prag den Europapokal, einmal den Messecup. Insgesamt gewann er zehn Titel bei CSSR-Meisterschaften im Einzel, im Doppel und bei der Mannschaftsmeisterschaft.
1987 beendete er seine aktive internationale Laufbahn.

## Wirken in Deutschland
1978 verließ Jaroslav Kunz die ČSSR und kam nach Deutschland. Hier arbeitete er 33 Jahre lang bis August 2011 als Verbandstrainer beim Tischtennis-Verband Schleswig-Holstein, danach ab 1. Oktober 2012 als Honorartrainer für den Tischtennis-Verband Niedersachsen. 1986 erwarb er die deutsche Staatsbürgerschaft.
Daneben spielte er in verschiedenen deutschen Vereinen, etwa
- bis 1981 TSV Selk (zuletzt Regionalliga)
- ab 1981  VfB Lübeck (Bundesliga)
- 1990/91  SV Friedrichsort
- 1997/98  TTC RW Imp Schleswig
- bis 2001 Polizei SV Eutin
- bis 2011  TSV Süderbrarup 1. Herren
- ab 2011 Kieler TTK Grün-Weiß[3]

2006 nahm er an der Senioren-Weltmeisterschaft in Bremen teil. Hier wurde er in der Altersklasse Ü60 im Doppel Zweiter (mit dem Schweizer Herbert Neubauer) und im Einzel Dritter. Bei der Senioren-WM 2008 in Rio de Janeiro gewann er den Titel im Einzel. Mit dem Dänen Jens-Erik Linde wurde er 2014 im neuseeländischen Auckland Senioren-Weltmeister im Doppel Ü65.

## Privat
Jaroslav Kunz absolvierte eine Lehre bei der Eisenbahn und arbeitete später als Ingenieur bei einer Baufirma. Er ist mit der Jitka, einer ehemaligen Kunstturnerin, verheiratet. Er hat einen Sohn namens Ondrej (* 24. Juli 1973), der 1988 an der Jugendeuropameisterschaft teilnahm, zeitweise mit RC Protesia Hamburg in der 2. Bundesliga spielte, seit 1998 beim TSV Süderbrarup spielt, mehrfach die Landesmeisterschaften von Schleswig-Holstein gewann und die Damenmannschaft des TSB Flensburg (2. BL) trainierte.

## Turnierergebnisse
| Verband | Veranstaltung       | Jahr | Ort        | Land | Einzel        | Doppel        | Mixed         | Team |
| ------- | ------------------- | ---- | ---------- | ---- | ------------- | ------------- | ------------- | ---- |
| TCH     | Europameisterschaft | 1978 | Duisburg   | FRG  | letzte 16     | Viertelfinale |               |      |
| TCH     | Europameisterschaft | 1976 | Prag       | TCH  | letzte 16     | Silber        | Viertelfinale |      |
| TCH     | Europameisterschaft | 1974 | Novi Sad   | YUG  | letzte 16     | Viertelfinale |               |      |
| TCH     | Europameisterschaft | 1972 | Rotterdam  | NED  | letzte 16     |               |               |      |
| TCH     | Europameisterschaft | 1968 | Lyon       | FRA  |               | Viertelfinale |               |      |
| TCH     | Europameisterschaft | 1966 | London     | ENG  |               | Viertelfinale | Viertelfinale |      |
| TCH     | EURO-TOP12          | 1978 | Prag       | TCH  | 10            |               |               |      |
| TCH     | EURO-TOP12          | 1977 | Sarajevo   | YUG  | 10            |               |               |      |
| TCH     | EURO-TOP12          | 1976 | Lübeck     | FRG  | 10            |               |               |      |
| TCH     | EURO-TOP12          | 1975 | Wien       | AUT  | 8             |               |               |      |
| TCH     | Weltmeisterschaft   | 1977 | Birmingham | ENG  | letzte 32     | letzte 64     | letzte 64     | 6    |
| TCH     | Weltmeisterschaft   | 1975 | Calcutta   | IND  | letzte 64     | letzte 16     | letzte 64     | 4    |
| TCH     | Weltmeisterschaft   | 1973 | Sarajevo   | YUG  | letzte 32     | letzte 32     | letzte 64     | 5    |
| TCH     | Weltmeisterschaft   | 1971 | Nagoya     | JPN  | Viertelfinale | letzte 16     | keine Teiln.  | 11   |
| TCH     | Weltmeisterschaft   | 1967 | Stockholm  | SWE  | letzte 32     | letzte 32     | letzte 16     | 5    |
| TCH     | Weltmeisterschaft   | 1963 | Prag       | TCH  | letzte 128    | letzte 64     | letzte 128    |      |